# C5a receptor
C5a receptor (receptor 1 komplementne komponente 5a, C5AR1, CD88, klaster diferencijacije 88) je G protein spregnuti receptor za . On funkcioniše kao komplementni receptor.

## Ćelije
receptor je izražen na:
- Granulociti
- Monociti
- Dendritske ćelije
- Ćelijska linija izvedena iz hepatoma,
- Astrociti
- Mikroglija

## Literatura
1. ↑  Gerard C, Gerard NP (1994). „C5A anaphylatoxin and its seven transmembrane-segment receptor”. Annu. Rev. Immunol. 12: 775—808. PMID 8011297. doi:10.1146/annurev.iy.12.040194.004015.
2. ↑  „PROW and IWHLDA: CD88”. Архивирано из оригинала 24. 07. 2008. г. Приступљено 05. 06. 2011.

## Dodatna literatura
- Sengeløv H (1996). „Complement receptors in neutrophils.”. Crit. Rev. Immunol. 15 (2): 107—31. PMID 8573284.
- Beil WJ, Schulz M, Wefelmeyer U (2001). „Mast cell granule composition and tissue location--a close correlation.”. Histol. Histopathol. 15 (3): 937—46. PMID 10963136.
- Yamamoto T (2007). „Roles of the ribosomal protein S19 dimer and the C5a receptor in pathophysiological functions of phagocytic leukocytes.”. Pathol. Int. 57 (1): 1—11. PMID 17199736. doi:10.1111/j.1440-1827.2007.02049.x.
- Bao L, Gerard NP, Eddy RL,  . (1992). „Mapping of genes for the human C5a receptor (C5AR), human FMLP receptor (FPR), and two FMLP receptor homologue orphan receptors (FPRH1, FPRH2) to chromosome 19.”. Genomics. 13 (2): 437—40. PMID 1612600. doi:10.1016/0888-7543(92)90265-T.
- Gerard NP, Gerard C (1991). „The chemotactic receptor for human C5a anaphylatoxin.”. Nature. 349 (6310): 614—7. PMID 1847994. doi:10.1038/349614a0.
- Boulay F, Mery L, Tardif M,  . (1991). „Expression cloning of a receptor for C5a anaphylatoxin on differentiated HL-60 cells.”. Biochemistry. 30 (12): 2993—9. PMID 2007135. doi:10.1021/bi00226a002.
- Wahl SM, Allen JB, Gartner S,  . (1989). „HIV-1 and its envelope glycoprotein down-regulate chemotactic ligand receptors and chemotactic function of peripheral blood monocytes.”. J. Immunol. 142 (10): 3553—9. PMID 2541200.
- Foreman KE, Vaporciyan AA, Bonish BK,  . (1994). „C5a-induced expression of P-selectin in endothelial cells.”. J. Clin. Invest. 94 (3): 1147—55. PMC 295185 . PMID 7521884. doi:10.1172/JCI117430.
- Giannini E, Brouchon L, Boulay F (1995). „Identification of the major phosphorylation sites in human C5a anaphylatoxin receptor in vivo.”. J. Biol. Chem. 270 (32): 19166—72. PMID 7642584. doi:10.1074/jbc.270.32.19166.
- Buhl AM, Osawa S, Johnson GL (1995). „Mitogen-activated protein kinase activation requires two signal inputs from the human anaphylatoxin C5a receptor.”. J. Biol. Chem. 270 (34): 19828—32. PMID 7649993. doi:10.1074/jbc.270.34.19828.
- Wennogle LP, Conder L, Winter C,  . (1994). „Stabilization of C5a receptor--G-protein interactions through ligand binding.”. J. Cell. Biochem. 55 (3): 380—8. PMID 7962171. doi:10.1002/jcb.240550316.
- Gerard NP, Bao L, Xiao-Ping H,  . (1993). „Human chemotaxis receptor genes cluster at 19q13.3-13.4. Characterization of the human C5a receptor gene.”. Biochemistry. 32 (5): 1243—50. PMID 8383526. doi:10.1021/bi00056a007.
- Ames RS, Li Y, Sarau HM,  . (1996). „Molecular cloning and characterization of the human anaphylatoxin C3a receptor.”. J. Biol. Chem. 271 (34): 20231—4. PMID 8702752. doi:10.1074/jbc.271.34.20231.
- Werfel T, Zwirner J, Oppermann M,  . (1996). „CD88 antibodies specifically bind to C5aR on dermal CD117+ and CD14+ cells and react with a desmosomal antigen in human skin.”. J. Immunol. 157 (4): 1729—35. PMID 8759762.
- Höpken UE, Lu B, Gerard NP, Gerard C (1996). „The C5a chemoattractant receptor mediates mucosal defence to infection.”. Nature. 383 (6595): 86—9. PMID 8779720. doi:10.1038/383086a0.
- Chen Z, Zhang X, Gonnella NC,  . (1998). „Residues 21-30 within the extracellular N-terminal region of the C5a receptor represent a binding domain for the C5a anaphylatoxin.”. J. Biol. Chem. 273 (17): 10411—9. PMID 9553099. doi:10.1074/jbc.273.17.10411.
- Floreani AA, Heires AJ, Welniak LA,  . (1998). „Expression of receptors for C5a anaphylatoxin (CD88) on human bronchial epithelial cells: enhancement of C5a-mediated release of IL-8 upon exposure to cigarette smoke.”. J. Immunol. 160 (10): 5073—81. PMID 9590258.
- Ottonello L, Corcione A, Tortolina G,  . (1999). „rC5a directs the in vitro migration of human memory and naive tonsillar B lymphocytes: implications for B cell trafficking in secondary lymphoid tissues.”. J. Immunol. 162 (11): 6510—7. PMID 10352266.
- Kohleisen B, Shumay E, Sutter G,  . (2000). „Stable expression of HIV-1 Nef induces changes in growth properties and activation state of human astrocytes.”. AIDS. 13 (17): 2331—41. PMID 10597774. doi:10.1097/00002030-199912030-00004.
- Monk PN, Scola AM, Madala P, Fairlie DP (2007). „Function, structure and therapeutic potential of complement C5a receptors”. British Journal of Pharmacology. 152 (4): 429—48. PMC 2050825 . PMID 17603557. doi:10.1038/sj.bjp.0707332.

## Spoljašnje veze
- „Anaphylatoxin Receptors: C5a”. IUPHAR Database of Receptors and Ion Channels. International Union of Basic and Clinical Pharmacology. Архивирано из оригинала 07. 04. 2014. г.
- C5a+receptors на 